# La Chapelle-Rousselin

La Chapelle-Rousselin este o comună în departamentul Maine-et-Loire, Franța. În 2009 avea o populație de 721 de locuitori.